# Verband der Berufsgruppen Szenenbild und Kostümbild
Der Verband der Berufsgruppen Szenenbild und Kostümbild e.V. (VSK) mit Sitz in München, 1983 als SFK gegründet, ist die künstlerische, urheberrechtliche und politische Interessenvertretung der Filmberufe Szenenbildner und Kostümbildner und laut Satzung auch artverwandter Berufsgruppen, bzw. Szenenbild und Kostümbild beigeordneter filmschaffender Personen in Deutschland, wie zum Beispiel Scenic Painter. Die Umbenennung des SFK in VSK erfolgte im August 2013.
Der Vorstand des VSK arbeitet ehrenamtlich und wird alle 2 Jahre neu gewählt. Bei der Zusammensetzung des Vorstandes aus 4 Personen wird auf Parität zwischen den vertretenen Berufsgruppen geachtet, sowie auf mögliche Vertretung der vier großen Filmregionen (Berlin, Hamburg, Köln und München). Die Mitgliederversammlung ist das höchste Organ des Verbandes und findet jährlich statt. Die Mitglieder des VSK können sich in verschiedenen Arbeitsgruppen organisieren, die sich beispielsweise um die Sichtbarkeit ihrer Gewerke kümmern oder die bessere Umsetzung von Green-Motion-Vorgaben zum Ziel haben.

## Aktivitäten
Der VSK setzt sich für die Anerkennung der Urheberrechte seiner Mitglieder an Filmwerken ein und ist Teil diverser Gremien und Initiativen, wie z. B. der Initiative Urheberrecht, des Netzwerkes Film + Demokratie oder auch der Initiative Fair Film. Außerdem ist der VSK Teil von Zusammenschlüssen mit anderen Verbänden, um übereinstimmende Interessen zu verhandeln, wie beispielsweise gemeinsame Vergütungsregeln der UrheberAllianz – ein Zusammenschluss mit dem Bundesverband der Kinematografen und dem Bundesverband Filmschnitt Editor – mit RTL. Zudem ist der VSK Mitglied von Artscenico, eines europäischen Dachverbandes für Filmschaffendenverbände aus ganz Europa.
Im Vor- und Abspann eines Films weist das Kürzel „VSK“ hinter dem Namen auf die Mitgliedschaft hin (z. B. „Kostüm: Gudrun Schretzmeier VSK“). Viele Mitglieder des VSK werden für ihr Kostüm- oder Szenenbild international angesehen und mit Preisen geehrt.
Der VSK veranstaltet wiederkehrend sogenannte 'Online Jours Fixes' gemeinsam mit dem Verband der Requisite und Set Decoration e.V., an dem Mitglieder beider Verbände teilnehmen können, aber auch andere Filmschaffende und Interessierte. Außerdem richten beide Verbände gemeinsame Empfänge aus, wiederkehrend zur Berlinale und zu den Filmfesten in München oder Hamburg. Bei den Internationalen Hofer Filmtagen vergibt der VSK den Bild-Kunst-Förderpreis.

### Bild-Kunst-Förderpreis
Der Verband vergibt den Bild-Kunst-Förderpreis in den Kategorien „Bestes Kostümbild“ und „Bestes Szenenbild“. Gestiftet wurde dieser Preis seit 1997 zunächst vom Verband der Szenenbildner, Filmarchitekten und Kostümbildner (SFK). Bis 2006 war der Studiengang für Film- und Fernsehszenografie FFS der Hochschule für Fernsehen und Film München beteiligt. Der Preis bestand aus einer Bronzeskulptur und wurde 2007 nicht vergeben.
Seit 2013 wird der Preis vom VSK und der Filmakademie Baden-Württemberg ausgerichtet und gefördert von der Stiftung Kulturwerk der Verwertungsgesellschaft Bild-Kunst. 2020 konnte die Verleihung aufgrund der Covid-19-Pandemie nur online vergeben werden, seit 2021 findet die Verleihung wieder regelmäßig auf den Internationalen Hofer Filmtagen statt. Die Gewinner erhalten zu ihrem Preis, der mit 2.500 € dotiert ist, eine Urkunde sowie eine ausführliche Begründung für die Wertung der Jury. Die Jury bestehet aus Filmschaffenden des Szenen- und Kostümbilds, aber auch aus solchen anderer Gewerke und wird jährlich neu benannt.